# 2025年岛屿运动会
2025年岛屿运动会，亦称第20届岛屿运动会，是一项计划于2025年7月12日至18日在苏格兰奥克尼群岛举行的综合运动会。

## 主办地
奥克尼群岛计划首次主办此届岛屿运动会。预计将有约2000至2500名访客和参赛者参加本届运动会，使其成为奥克尼群岛有史以来主办的最大型活动。就人口而言，奥克尼是曾主办过此运动会的最小岛屿群之一。由于当地住宿条件有限，许多运动员对交通费用和住宿标准表示担忧，这可能导致部分运动员无法参赛。
奥克尼群岛议会已委任加布里埃尔·巴恩比担任本届运动会的文化项目协调员（Scrivener）。巴恩比已开始向参赛岛屿群征集书面作品，这些作品将由奥克尼博物馆汇编并展出。该写作项目旨在展现各岛屿社区间文化和写作的多样性。

## 参赛岛屿
来自IIGA的24个岛屿实体（这些岛屿来自欧洲、南大西洋和加勒比地区）预计将参加本届运动会：
- 奥兰
- 奧爾德尼
- 百慕大
- 开曼群岛
- 福克蘭群島
- 法罗群岛
- 弗爾島
- 直布罗陀
- 哥得蘭島
- 哥佐島
- 格陵兰
- 根西
- 島
- 马恩岛
- 懷特島
- 澤西
- 梅诺卡岛
- 奧克尼群島 (主办方)
- 薩雷馬島
- 聖赫勒拿
- 薩克
- 昔德蘭群島
- 外赫布里底群岛
- 安格尔西岛

## 比赛项目
计划设立的比赛项目包括：
- 射箭（詳細）
- 田径（詳細）
- 羽毛球（詳細）
- 草地滚球（詳細）
- 自行车（詳細）
- 足球（詳細）
- 高尔夫（詳細）
- 体操（詳細）
- 帆船（詳細）
- 射击（詳細）
- 壁球（詳細）
- 游泳（詳細）
- 铁人三项（詳細）

自2005年后网球项目没有被列入比赛项目。